# Katarzyna Winnicka
Katarzyna Winnicka – polski naukowiec, farmaceuta, profesor nauk farmaceutycznych. Prodziekan ds. Studenckich Wydziału Farmaceutycznego z Oddziałem Medycyny Laboratoryjnej Uniwersytetu Medycznego w Białymstoku.

## Życiorys
Ukończyła farmację na Akademii Medycznej w Białymstoku. Już na piątym roku studiów rozpoczęła pracę w Zakładzie Farmacji Stosowanej jako asystent stażysta. W kolejnych latach przechodziła przez kolejne szczeble zatrudnienia: asystenta, adiunkta, a ostatecznie kierownika Zakładu.  W 2003 pod kierunkiem prof. Mariana Tomasiaka obroniła pracę doktorską pt. „Wpływ glikozydów nasercowych na odpowiedź prokoagulacyjną płytek krwi”. W 2010 na podstawie osiągnięć naukowych i złożonej rozprawy „Właściwości przeciwnowotworowe pochodnych ouabainy, digoksyny i proscylarydyny A oraz ich koniugatów z dendrymerem PAMAM-NH2 generacji 3” otrzymała stopień naukowy doktora habilitowanego nauk farmaceutycznych. W 2018 uzyskała tytuł profesora nauk farmaceutycznych. Posiada specjalizację z farmacji aptecznej.
Od 2016 prodziekan do spraw studenckich Wydziału Farmaceutycznego z Oddziałem Medycyny Laboratoryjnej Uniwersytetu Medycznego w Białymstoku. Pełni funkcję kierownika Zakładu Farmacji Stosowanej UMB oraz konsultanta wojewódzkiego w dziedzinie farmacji aptecznej.

## Odznaczenia
- Srebrny Krzyż Zasługi (2020)[7]